# Les Monts-Verts
Les Monts-Verts – miejscowość i gmina we Francji, w regionie Oksytania, w departamencie Lozère.
Według danych z 1990 r. gminę zamieszkiwały 334 osoby, a gęstość zaludnienia wynosiła 11 osób/km² (wśród 1545 gmin Langwedocji-Roussillon Les Monts-Verts plasuje się na 605. miejscu pod względem liczby ludności, natomiast pod względem powierzchni na miejscu 179.).